# Eugène Durocher
Pour les articles homonymes, voir Durocher.
Eugène Durocher (27 août 1881-10 mai 1944) est un courtier d'assurances et homme politique fédéral du Québec.

## Biographie
Né à Montréal, Eugène Durocher devient député du Parti libéral du Canada dans la circonscription de Saint-Jacques lors d'une élection partielle en 1939, déclenchée après le décès du député sortant et ancien maire de Montréal, Fernand Rinfret. Réélu lors des élections de 1940, il est mort en fonction en 1944.